# Проспект Генерала Острякова
Проспе́кт Генера́ла Остряко́ва — проспект в Ленинском районе Севастополя на Куликовом поле, между улицей Олега Кошевого и улицей Николая Музыки.
17 апреля 1951 г. была основана улица, названная в честь Острякова Николая Алексеевича — Героя Советского Союза, командующего военно-воздушными силами Черноморского Флота 1941—1942 гг.
5 мая 1975 г. ул. Острякова была переименована в проспект Генерала Острякова. Мемориальное обозначение установлено на доме № 60.
|                                     |  |                                                   |  |                                     |
| Проспект Генерала Острякова 1977 г. |  | Памятник мужеству, героизму авиаторов-черноморцев |  | Проспект Генерала Острякова 2008 г. |